# Young Engineers Sportscar
Young Engineers Sportscar, kurz YES!, war eine Automobilmanufaktur in Großenhain in Sachsen.

## Geschichte

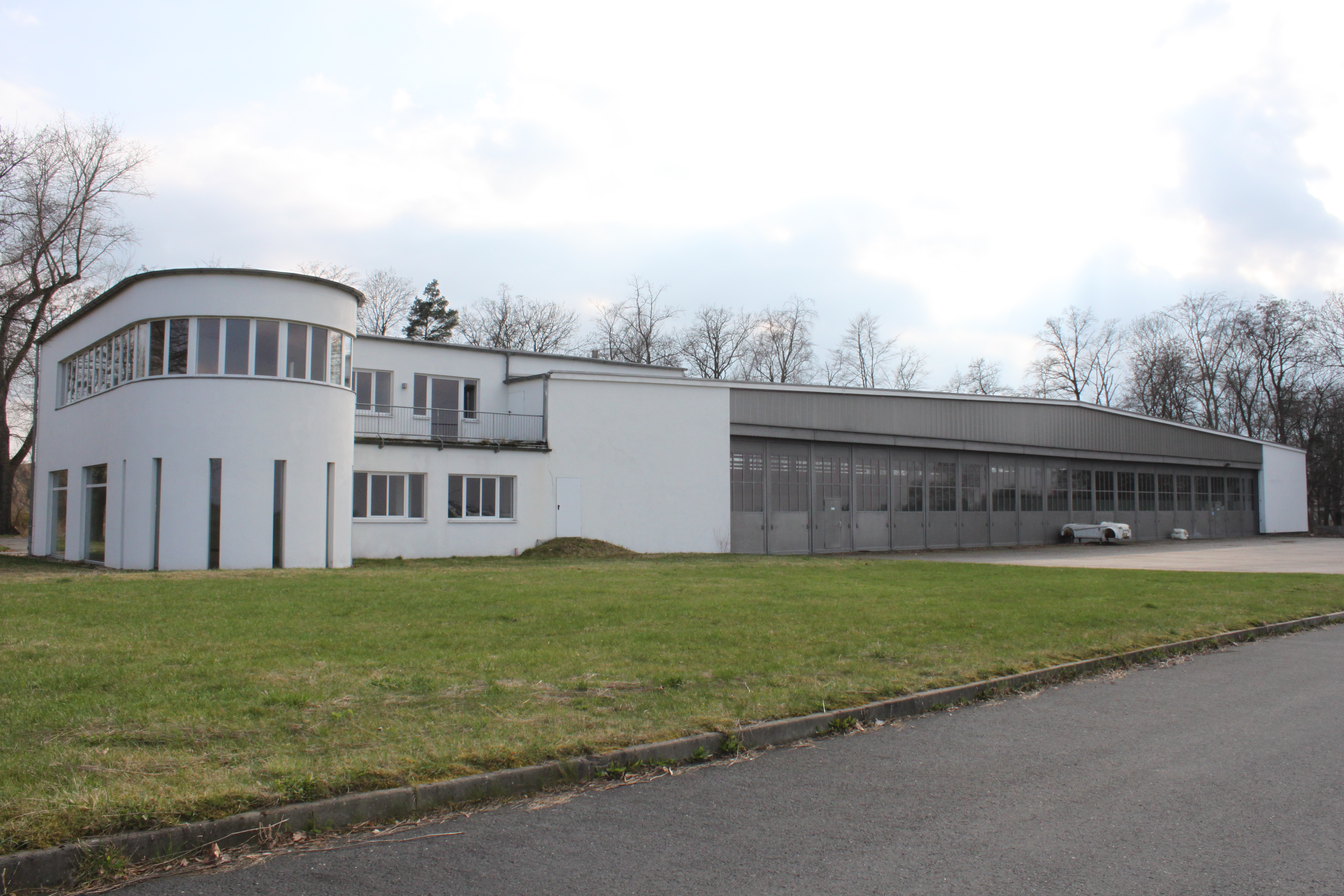
Fabrikationsgelände der Funke & Will AG nach der Insolvenz, 2010

Der Sportwagen YES! (englisch für Ja!) entstand aus einer Diplomarbeit von Herbert Funke und Philipp Will, die an der Fachhochschule Köln Fahrzeugtechnik studierten. Mit dem Designstudenten Oliver Schweizer, der die äußere Form des YES! entwarf, entstand ein marktfähiges Projekt. Um an die nötigen finanziellen Mittel zu kommen, sprachen die Entwickler vierzig Unternehmen der Automobilbranche an, von denen ein größerer Teil zur Unterstützung bereit war.
Auf der Internationalen Automobil-Ausstellung 1999 in Frankfurt am Main wurde der erste Prototyp des YES!, das Modell Clubsport, präsentiert. Das Fahrzeugkonzept war ein puristischer Sportwagen, ohne Dach, Türen und sonst üblichen Komfort. Wegen des durch diese Maßnahmen erzielten geringen Gewichtes bei vergleichsweise hoher Motorleistung wurde er in Presseberichten auch als ein Motorrad auf vier Rädern bezeichnet. Noch auf der IAA 1999 wurden über 30 Fahrzeuge vorbestellt.
Nach dieser Messe wurde das Unternehmen Funke & Will AG im März 2000 in Großenhain gegründet. Ab 2001 wurden in einem restaurierten 1930er-Jahre-Hangar am Flugplatz Großenhain die Modelle des YES! individuell für seine Besitzer handgefertigt und ausgeliefert. Teil dieses Vermarktungskonzeptes war die Möglichkeit, dass Kunden direkt per Flugzeug anreisen konnten.
Am 4. Februar 2009 meldete die Funke & Will AG Insolvenz beim Amtsgericht Dresden an. Gegen die beiden ursprünglichen Unternehmensgründer ermittelte die Staatsanwaltschaft wegen umfangreicheren Fördermittelbetruges. Am 2. April 2009 wurde das Unternehmen liquidiert und am 22. März 2019 gelöscht.

## Versuch des Neuanfangs
Der Unternehmer Marco Kunz war einer der ersten YES! 3.2 Turbo-Kunden in Deutschland. Er erwarb nach der Insolvenz die Yes! Beteiligungs- und Besitzgesellschaft mbH mit Sitz in Edermünde im Schwalm-Eder-Kreis in Hessen. Dieses Unternehmen bot Ersatzteile und Kundenservice für bereits verkaufte Fahrzeuge an. Es gab den Plan, die Produktion des Modells YES! 2 in geringer Stückzahl fortzuführen. Der Plan scheiterte.

## Beschreibung der Fahrzeuge
Zum YES! Clubsport 1.8 kamen dann in der Modellreihe noch der YES! Roadster 1.8 hinzu, mit Softtop, Scherentüren, Seitenscheiben sowie Heizung und der YES! Cup/R, die Rennsportversion des YES!.
Außer verschiedenen Designpreisen wie dem Good Design Award (2003 und 2007), dem Chicago Athenaeum und dem Lucky Strike Junior Award (2002) für die außergewöhnliche Form des YES! erhielt das Unternehmen im Sommer 2004 den Deutschen Gründerpreis in der Kategorie „Aufsteiger“. Vom ersten YES! wurden  gut 200 Exemplare gefertigt. Auf der Auto Mobil International 2006 in Leipzig wurde die zweite Generation des YES! Roadsters vorgestellt.
Den YES Roadster 3.2 mit größerem Radstand und verändertem Äußeren (wieder von Schweizer Design Consulting) gibt es in zwei Leistungsstufen. Sein Sechszylindermotor hat 3,2 Liter und leistet maximal 187 kW (255 PS), in der höheren Leistungsstufe turboaufgeladen. Zur Weiterentwicklung gehört auch ein Sicherheitspaket mit Fahrer- und Beifahrer-Airbag.

### Modelle

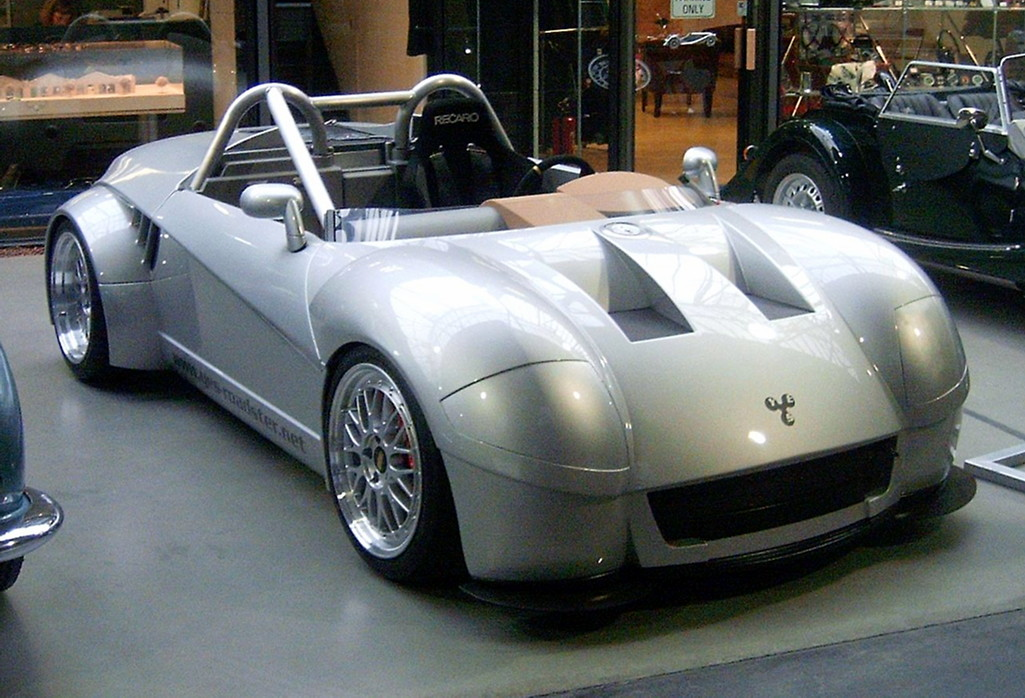
YES! Cup/R

Der YES! wurde bis 2006 in drei Modellvarianten angeboten:
- YES! Roadster 1.8
- YES! Clubsport 1.8
- YES! Cup/R (nur für die Rennstrecke)

Seit 2006 ist die zweite Generation des YES! auf den Markt gekommen in drei Motorvarianten:
- YES! Roadster 3.2
- YES! Roadster 3.2 Turbo
- YES! Roadster 3.2 Turbo s

### Motor
- YES 1: Der Motor des YES! basierte auf einem überarbeiteten 1,8-Liter-20-Ventil-Vierzylindermotor mit Turbolader aus dem Volkswagen-Konzern und leistet 210 kW (286 PS) bei maximal 6300 min−1. Die Serienausführung des Motors wurde in verschiedenen Leistungsvarianten von 110 bis 165 kW (150 bis 225 PS) angeboten. Die circa 830 kg schweren Modelle mit GFK-Karosserie beschleunigen in 3,9 Sekunden auf 100 km/h.
- YES 2: Der Motor stammte auch aus dem Volkswagen-Konzern und wurde ursprünglich im Audi TT und im Golf R32 verwendet. Der 3,2-Liter-VR6-Motor leistet 187 kW (255 PS), turboaufgeladen 261 kW (355 PS) und als Turbo S 305 kW (415 PS).

### Daten YES! 1
- Länge × Breite × Höhe: 3629 × 1852 × 1163 mm
- Leergewicht: 585 kg
- Motor: 4 Zylinder
- Hubraum: 1781 cm³
- Getriebe: 5 Gänge
- Leistung: 210 kW (286 PS) bei 6500/min
- Drehmoment: 330 Nm bei 3600/min
- 0–100 km/h: 4,1 s
- Höchstgeschwindigkeit: 264 km/h

### Daten YES! 2
YES! Roadster 3.2

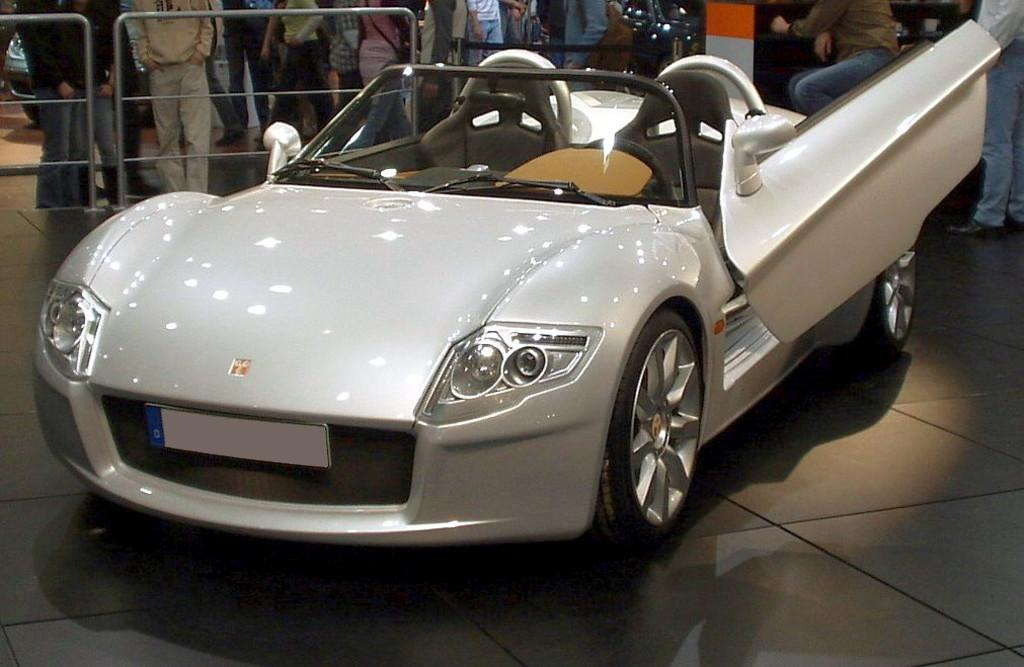
YES! Roadster auf der AMI 2007

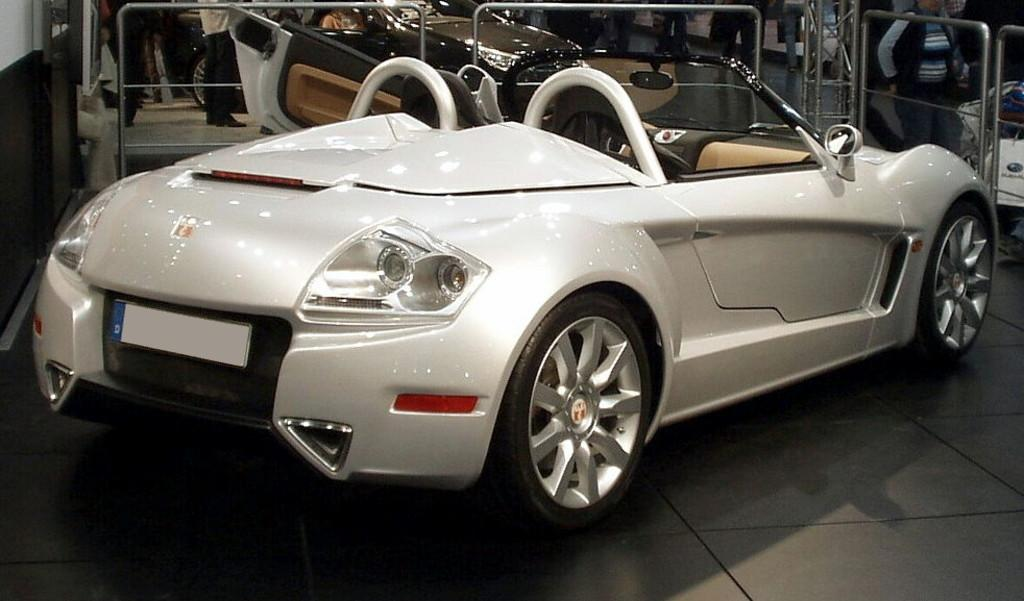
Heckansicht des Roadsters

- Länge × Breite × Höhe: 3809 × 1804 × 1236 mm
- Leergewicht: 890 kg
- Motor: 6 Zylinder
- Hubraum: 3189 cm³
- Getriebe: 6 Gänge
- Leistung: 188 kW (255 PS) bei 6300/min
- Drehmoment: 330 Nm bei 2800/min
- 0–100 km/h: 4,9 Sekunden
- Höchstgeschwindigkeit: 255 km/h

YES! Roadster 3.2 Turbo
- Länge × Breite × Höhe: 3809 × 1804 × 1236 mm
- Leergewicht: 930 kg
- Motor: 6 Zylinder
- Hubraum: 3189 cm³
- Getriebe: 6 Gänge
- Leistung: 261 kW (355 PS)
- Drehmoment: 485 Nm
- 0–100 km/h: 3,9 s
- 0–200 km/h: 10,9 s
- Höchstgeschwindigkeit: 281 km/h

YES! Roadster 3.2 Turbo s
- Länge × Breite × Höhe: 3810 × 1805 × 1236 mm
- Leergewicht: 1049 kg
- Motor: 6 Zylinder
- Hubraum: 3189 cm³
- Getriebe: 6 Gänge
- Leistung: 305 kW (415 PS)
- Drehmoment: 520 Nm
- 0–100 km/h: 3,6 s
- 0–200 km/h: 9,9 s
- Höchstgeschwindigkeit: 281 km/h

## Produktionszahlen
Für das Jahr 2000 sind null Fahrzeuge überliefert. 2001 wurden 17 Fahrzeuge hergestellt. In den beiden Folgejahren lagen die Zahlen mit 51 und 56 etwas höher. 2004 wurden erneut 56 Fahrzeuge hergestellt. In der Summe sind das 180 Fahrzeuge. Zahlen nach 2004 sind nicht bekannt. Insgesamt waren es wohl weniger als 200.